# Peter Wells (physicien)
Peter Neil Temple Wells (19 mai 1936 à Bristol, Angleterre - 22 avril 2017)  est un physicien médical britannique qui joue un rôle majeur dans l'application de la technologie des ultrasons en médecine ,.

## Éducation
Wells fait ses études au Birmingham College of Advanced Technology et à l'Université de Bristol où il obtient son doctorat en 1966 .

## Carrière et recherche
Wells apporte un certain nombre de contributions notables à l'application de l'ingénierie et de la physique à la médecine. Il est à l'origine et le développeur d'instruments pour la chirurgie ultrasonore et la mesure de la puissance ultrasonore, ainsi que du scanner bidimensionnel à usage général à ultrasons à bras articulé et du scanner mammaire à ultrasons à immersion dans l'eau.
Il démontre la synchronisation de la plage Doppler pulsée par ultrasons et est le découvreur du signal Doppler ultrasonique caractéristique de la néovascularisation des tumeurs malignes. Il enquête sur les effets biologiques des ultrasons et formule des directives de sécurité et des conditions pour une utilisation prudente du diagnostic par ultrasons .
Wells dirige des études multidisciplinaires sur le diagnostic par ultrasons et apporte des contributions majeures à l'avancement de la transmission de la lumière, de l'impédance électrique et de l'imagerie par résonance magnétique nucléaire, ainsi qu'à la téléprésence interventionnelle. Il propose également une nouvelle philosophie de l'imagerie médicale. Il développe ensuite le Doppler ultrasonique et la tomographie insensible à la phase .
En 1983, il devient membre de la Royal Academy of Engineering  et en 2003 de la Royal Society . Il reçoit la médaille et prix Duddell en 2006  et est nommé Commandeur de l'Ordre de l'Empire britannique (CBE) dans les honneurs du Nouvel An 2009. Il reçoit la Médaille royale de la Royal Society en 2013  et la Médaille Sir Frank Whittle en 2014.